# Немања Антонић
Немања Антонић (Шабац, 11. јун 1994) српски је писац аранжмана, музички продуцент, композитор, пијаниста и певач.

## Каријера
Антонић у свом музичком студију сарађује са многим афирмисаним и неафирмисаним балканским звездама. Осим што ствара музику, Немања и пева. Најпре је био пратећи вокал у песми Још ти се надам Неверних беба. Касније издаје и две своје песме, као и песму са познатим композитором Корнелијем Ковачем. Иако је познат по писању многобројних хитова са милионским бројем прегледа на музичким платформама, Антонић гради своју каријеру и у правцу филмске музике. Придружио се Едити 2020. године на њеном виртуелном концерту на Јубокс платформи и заједно са њом отпевао своју композицију "Блуд и неморал", као и обраду песме "Me оlvide respirar" Давида Бисбала.
Написао је музику за две песме које представљају Србију на Песми Евровизије "Hasta La Vista" и "Loco Loco" групе Hurricane.

## Лични живот
Син је познатог музичког уредника Микице Антонића издавачке куће ПГП РТС, управо уз њега и креће да се бави музиком.
Завршио је основну и средњу музичку школу, одсек соло певање. Касније уписује Факултет драмских уметности, смер снимање и дизајн звука.

## Стваралаштво
- Сузи: Неуништива (2010)
- Миле Китић: Ленка (2013)
- Драган Којић Кеба: Фер убица (2013)
- Александра Бурсаћ: Прва лига (2014)
- Милица Павловић: Доминација, Алтер его, Милиметар (2014), Селфи, Богиња (2015), Демантујем (2016)
- Мирјана Алексић: Не верујем, поверујем (2014), Хало, хало (2015)
- Ана Бебић: Смајли (2014)
- Јелена Јовановић: Хаварија (2014)
- Драгана Мирковић: Концерт Комбанк арена (2014)
- Ивана Костић - Тахикардија (2015)
- Ана Севић: Ламборџини (2015)
- Данијела Дана Вучковић: Плава шкорпија (2015), Краљица суза (2016)
- Рина: Само бахато, Ја тако стално, Пер фаворе, Гангстер бој са Ша (2016)
- Ана Зорица Пантић: Журка на Балкану са Александром Стојковић Џиџом (2016), Неверан си (2017)
- Дејана Ерић: Таква жена (2016), Рикошет (2017), Пукло, пропало (2019)
- Анђела Деспотовић: Да ли сањаш (2016), За кад ти то треба (2020)
- Никола Зекић: Изгубљени рај (2017)
- Ана Синички: Скаска, За тебе, Ми алма (2017), Париски локал (2018)
- Ђогани: Ерор (2017)
- Љубинка: Ништа не бих мењала (2018)
- Едита Арадиновић: Блуд и неморал са Ацом Пејовићем (2018), Магнум (2019), Кокузна времена, Животиње (2020)
- Преслава: Богови земљом ходе (2018)
- Магла бенд: Измислићу љубав (2019), Оловна рука (2020)
- Хана Машић: Нужно зло (2019)
- Тијана Миленковић: Луда (2019)
- Андреа Томић: Немој рећи ником, Носталгија (2019), Друштво истих (2020)
- Харикејн: Брзи прсти, Авантура (2019), Хаста Ла Виста (2020), Локо Локо (2021)
- Невена Божовић: Продужи даље (2020)
- Сара Јо: Неко те има (2020)
- Ангелина: Ти си ми у мислима (2020)
- Зои: Наташа (2020)
- Вишња Петровић: Извини, гаде (2020)
- Маја Николић: Путоказ (2021)

### Музика за ТВ и филм
- 2018 - Балканска трилогија

## Дискографија

### Синглови
- Срце од леда (2014)
- Неимар за љубав (2020)

### Са Корнелијем Ковачем
- Бисер тамне ноћи (2016)